# Kazuaki Kamizono
Kazuaki Kamizono (上園 和明 Kamizono Kazuaki?, nacido el 28 de noviembre de 1981 en Kanagawa) es un exfutbolista japonés. Jugaba de centrocampista y su último club fue el Kataller Toyama de Japón.

## Trayectoria

### Clubes
| Club            | País  | Año         |
| --------------- | ----- | ----------- |
| Mito HollyHock  | Japón | 2000 - 2003 |
| Kataller Toyama | Japón | 2004 - 2010 |